# HD 195689 (Kelt-9)

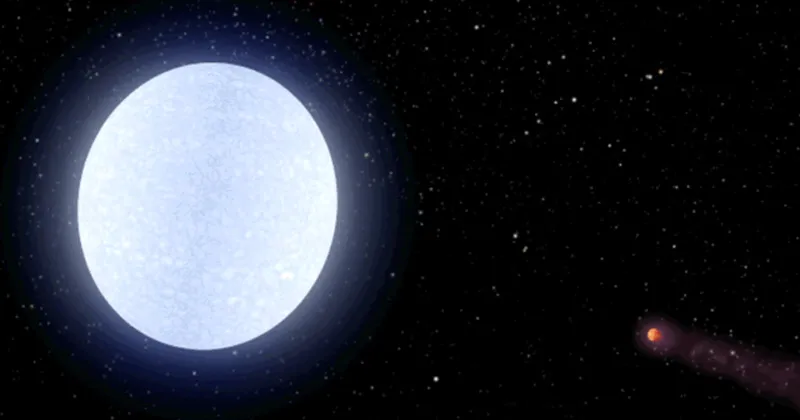
A estrela KELT-9 e seu planeta KELT-9b.

HD 195689, Também conhecida como KELT-9 é uma estrela de classe A na constelação na Cygnus ou Cisne. Kelt-9 Possui um Planeta orbitando chamado Kelt-9b, Um gigante gasoso com o dobro do tamanho de Júpiter que recebe o recorde de planeta mais quente já descoberto.

## Características:[1]
Tipo espectral: A0 V
Magnitude aparente: +7,56
Constelação: Cisne
Massa estelar: 2,5100 Msol
Exoplanetas confirmados: 1
Diâmetro estimado: 3.285.095 km
Descrição/Tipo: Estrela branca da Sequência principal.
Ascenção Reta: 307.85981
Declinação: 39,93883